# Močle
Močle – wieś w Słowenii, w gminie Šmarje pri Jelšah. W 2018 roku liczyła 98 mieszkańców.